# رينان فانجير
رينان فانجير (بالألمانية: Renan Wagner)‏ (19 ديسمبر 1991 ببلوميناو في البرازيل - ) هو لاعب كرة قدم برازيلي وألماني في مركز الوسط. لعب مع نادي تريستينا ونادي فاريسي ونادي فوجيا ونادي فيرتوس إينتيلا وASD Real Agro Aversa ‏ وSSD Ischia Calcio ‏.

## روابط خارجية
- رينان فانجير على موقع قاعدة بيانات كرة القدم.إي يو (الإنجليزية)
- رينان فانجير على موقع Soccerway.com (الإنجليزية)
- رينان فانجير على موقع عالم كرة القدم.نت (الإنجليزية)